# Szlovák nemzeti felkelés
A szlovák nemzeti felkelés (szlovákul Slovenské národné povstanie) német- és Tiso-ellenes felkelés volt Szlovákiában a második világháború idején, 1944. augusztus 29. és október 27. között a szövetséges hatalmak támogatásával.
A szlovák nemzeti felkelésben felvidéki magyarok is részt vettek. Számukat egyes források 800 főre teszik, még mások szerint 4000 magyar harcolt a felkelésben. Ezek között volt egy külön magyar osztag, a kommunista beállítottságú Petőfi-brigád. A felkelést a csehszlovák emigráns kormány is segítette: szovjet közreműködéssel 2000 ejtőernyősük landolt a felkelők által ellenőrzött területen és csatlakozott a harchoz.

## Előzmények
1938-ban, az anschlusst követően a Harmadik Birodalom megkezdte Csehszlovákia feldarabolását. A szeptember 29-én kötött müncheni egyezmény értelmében a németlakta Szudétavidéket hozzácsatolták a birodalomhoz, Magyarország pedig az első bécsi döntésben szerzett területeket. 1939. március 14-én a németek Cseh- és Morvaországból protektorátust hoztak létre, és Jozef Tiso német győzködésre kikiáltotta a független Szlovákiát, amely később német védnökséget kért. Az új államban Vojtech Tuka meghirdette a nemzetiszocializmus programját és Szlovákia elsőként csatlakozott a németekhez a világháború kezdetén, Lengyelország lerohanásakor. A háborús részvételt és a német befolyást ellenző szlovákok súlyos dilemma elé kerültek: Szlovákia hőn vágyott állami létére csak a hitleri vezetés jóindulata volt a garancia. Ráadásul Tiso Szlovákiája viszonylag békés terület volt, és a német hadi megrendelések felvirágoztatták a gazdaságát és Németországgal szemben nem került bevezetésre az élelmiszerjegy-rendszer. Míg a Tiso-rendszer viszonylag népszerű volt a lakosság körében, a felkelőket később már korántsem támogatták ennyire.
A helyzet csak 1943-ban változott meg, amikor a Vörös Hadsereg egységei egyre inkább közeledni kezdtek az ország felé. A hadsereg felső vezetésében kezdődött a szövetségesekhez való átállás előkészítése. Ján Golian alezredes volt a főszervező, aki nagy mennyiségű hadianyagot és a kincstári vagyon nagy részét Besztercebányára, a felkelés későbbi központjába szállíttatta. Eközben a hadvezetés két hadosztályt küldött Eperjesre, hogy a Wehrmacht egységeit támogassák, nekik fontos szerep jutott a felkelők terveiben, ugyanis nekik kellett volna elfoglalniuk a Duklai-hágót és megnyitni a frontot a szovjetek előtt, amikor már közel járnak. A hadsereg más részében is voltak tervek az átállásra, Ferdinand Čatloš vezérkari főnök is a front megnyitását tervezte a Vörös Hadsereg előtt, és tárgyalt is Moszkvával, ám a nemzeti felkelés miatt erre nem kerülhetett sor.
A partizánmozgalmak is ekkoriban kezdtek erősödni az országban, köszönhetően a Szovjetunió támogatásának. Tagjaik a legkülönfélébb nézetekkel rendelkeztek: voltak köztük nacionalisták, kommunisták, idealisták és saját érdekükből csatlakozók. A mozgalmat a londoni csehszlovák emigráns kormány, a kommunista partizánokat pedig moszkvai vezetők (például Klement Gottwald) koordinálták. A központi katonai irányítás kérdésében nem sikerült megállapodni, mivel míg a hadsereg és a polgári pártok azt akarták, hogy a partizánok a hadseregnek vessék magukat alá, addig ezt a Szlovák Kommunista Párt elutasította. Ez végzetesnek bizonyult a felkelés kimenetele szempontjából.

## A felkelés

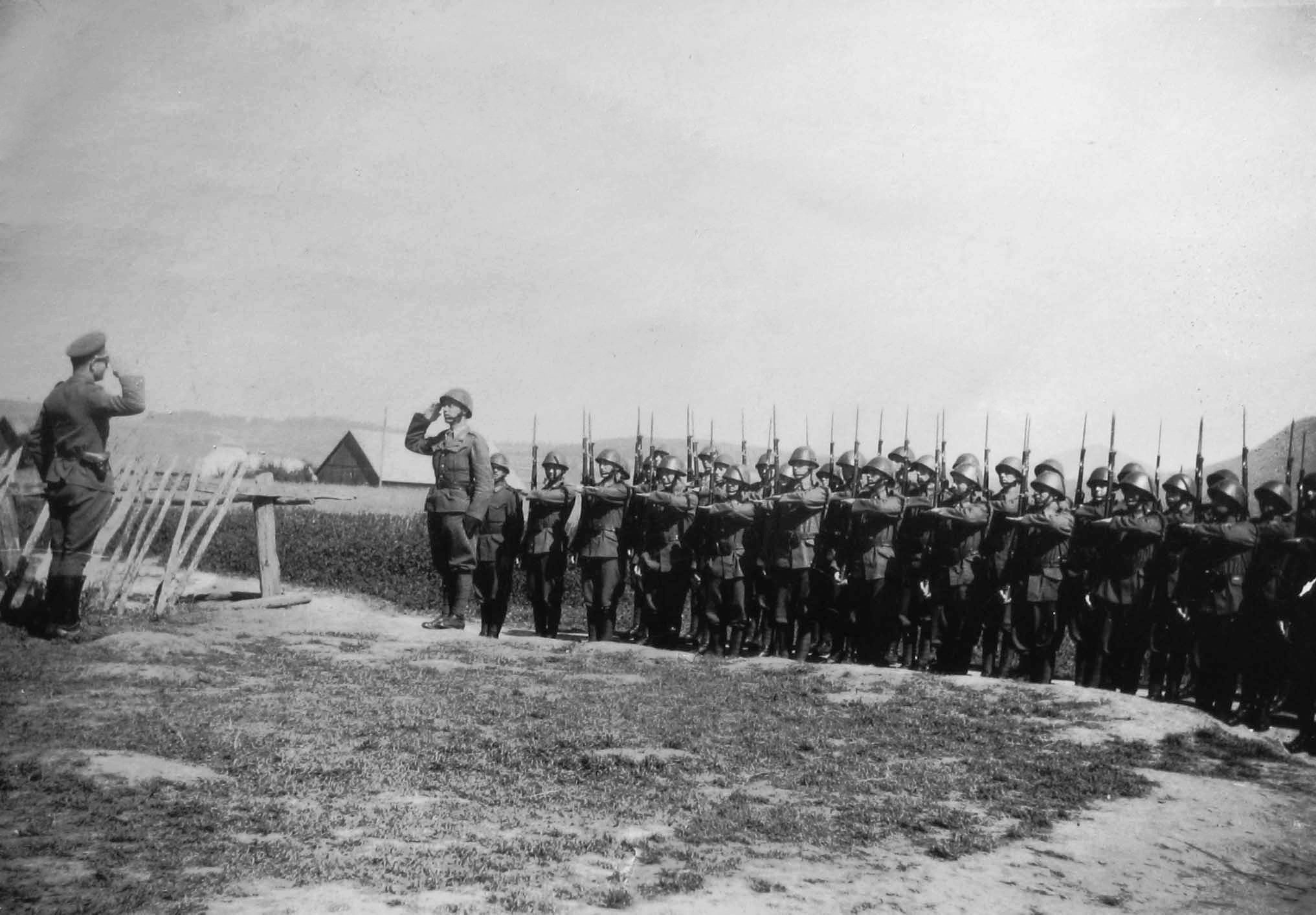
A felkelőkhöz állt 18. légvédelmi üteg katonái

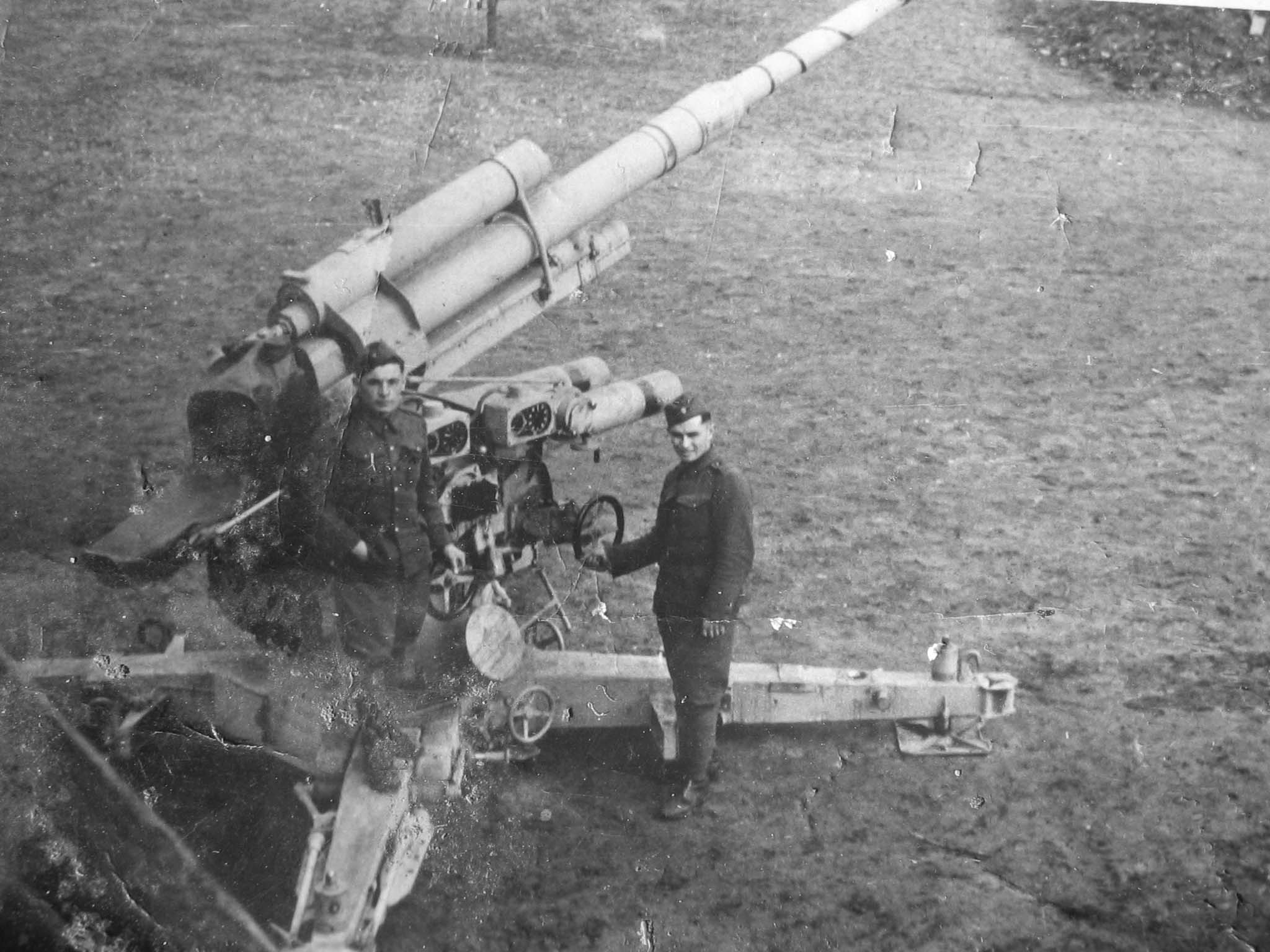
A felkelők egyik német 8,8 cm Flugabwehrkanone 37 L/56 ágyúja

1944. augusztus 27-augusztus 28-án az önállóan tevékenykedő partizánok két komoly akciót hajtottak végre. Rózsahegyen az ottani laktanya katonáival együtt átvették a hatalmat a városban és elkezdték a helyi németek lemészárlását, Turócszentmártonban pedig rajtaütöttek a Romániából hazatérő Walter E. A. Otto alezredesen és 24 tagú kíséretén és mindenkit megöltek. Bár a németek korábban is fontolgatták az ország megszállását, ez a két akció meggyőzte őket a sürgős fellépés szükségességéről. Augusztus 29-én a német egységek megkezdték az ország megszállását, Ferdinand Čatloš este hétkor tartott rádióbeszédében hazaárulónak nevezett minden ellenállót, ami zavartságot okozott a felkelőknél. Ezért végül Ján Golian alezredes rendelte el egy órával később az ellenállást, ezzel kitört a szlovák nemzeti felkelés.
A felkelés az ország középső részére terjedt ki, mivel a nyugati egységek nem voltak hajlandóak engedelmeskedni, az Eperjesen összevont két hadosztály parancsnoka, Viliam Talský pedig repülővel a lengyelországi szovjet parancsnokságra repült és a vezető nélkül maradt katonákat a németek hamar lefegyverezték. Így a felkelés legütőképesebb katonai erejét veszítette el és a front megnyitása sem sikerült. A felkelés központja Besztercebánya lett. Tiso elnök továbbra is kitartott a németek mellett és segítséget kért tőlük a felkelés leveréséhez. A harcokban a németek mellett a hadsereg többi része és a Hlinka-gárda is részt vett. A Kárpátok területén fokozódó szovjet nyomásnak, a Besztercebánya körüli hegyvidéknek, és az amerikai és szovjet légierő támogatásának köszönhetően az ellenállók a rossz időzítés és felkészületlenség ellenére is két hónapig ki tudtak tartani.
A felkelés megindulásakor a szeredi, nyitranováki és vihnyei munkatáborok őrei elmenekültek, ami lehetőséget a zsidó foglyok kihasználva megszöktek onnan. Vagy 1600-2000 zsidó partizánként csatlakozott is a felkeléshez, közülük 250-300 ember vesztette életét a harcokban.
A felkelők először 47 ezer katonát mozgósítottak, ez a szám végül elérte a 60 ezret. Továbbá 400 francia katona is csatlakozott a felkeléshez, akiknek német hadifogságból sikerült megszökniük. Úgy 80 német dezertőr állt át a felkelők oldalára. A partizánok létszáma 18 ezer fő volt. Sokuk különböző (legalább 30) országból származó önkéntes volt. A szovjet partizánokon keresztül orosz katonai tanácsadók, 3000 szovjet ejtőernyős partizán, 2000 cseh ejtőernyős érkezett és a szovjet légierő még további 300 tonnányi hadianyagot dobott le. A felkelők mellé álltak még más szökött hadifoglyok, akik között amerikaiak és angolok is voltak. Az ellenállás eredményességét nagyban csökkentette a kevés és elavult repülőgép, a gyenge tüzérség.
Szeptember 10-én a két repülőteret is az ellenőrzésük alá vontak, amit a szovjet légierő kezdett használni utánpótlás szállítására.
A németek első lépésben 40-50 ezer katonát vetettek be a felkelés leverésére. Ezek között volt a 357. gyaloghadosztály, a 271. gyaloghadosztály harccsoportja, a 176. számú hadosztály, a 153. tábori kiképzőhadosztály, valamint a 154. tartalékhadosztály, illetve a Waffen-SS 14. SS-gránátos- és 18. SS-páncélgránátos-hadosztálya, a Dirlewanger SS-ezred, és a csehországi SS-rohamlövegiskola riadóalakulata, a biztonsági rendőrség és az SD (Einsatzgruppe H), a szlovák Hlinka-gárda, valamint a népi német Hauerland milícia több alakulata. A német 1. páncéloshadsereg és a Waffen-SS a felkelők ellen 28 Panzer IV és két Tigris E harckocsit, valamint 16 rohamlöveget vetett be.
A németek a Horthy sikertelen kiugrási kísérlete után nyilas uralom alá került Magyarországról rendeltek át német alakulatokat a szlovák területre, így már összesen 83 ezer fős haderő állt szemben a felkelőkkel. Az ellenséges csapatok október 27-én elfoglalták Besztercebánya városát is. A felkelés elfogott vezetőit kivégezték vagy koncentrációs táborokba szállították.
Sztálin és Molotov biztosították ugyan Benešt, hogy a Vörös Hadsereg mindent megtesz a felkelés támogatására, ennek ellenére a szovjetek nem tudták eljuttatni a szükséges eszközöket, ezenkívül akadályozták a nyugati hatalmak segélyezését, mialatt a csehszlovák kormány hiába győzködte a nyugatiakat, hogy Sztálin obstrukciójának mellőzésével küldjenek még több segítséget a térségbe. A felkelést még tovább aláásta, hogy az ukrán front parancsnokai felszólították a kommunista partizánokat, hogy kerüljék az együttműködést a reguláris alakulatokkal. A szovjet fegyverszállítmányokat a partizánok egyszerűen kisajátították, ahogyan a fellázadt szlovák katonai egységek készleteit is, jelentősen csökkentve azok tartalékát. A partizánok, Beneš és különböző szlovák frakciók összekülönböztek a fővezérség kapcsán, míg Golian hiába próbálta meggyőzni a feleket az összehangolt együttműködésre. Ez már előre vetítette, hogy a felkelés bukása csak idő kérdése.
Sztálin ráadásul a német átcsoportosításokról tudomást szerezve rögvest cserben hagyta a szlovák felkelést: utasította Malinovszkij tábornokot, hogy a második ukrán front erői vonuljanak ki Kelet-Szlovákiából és induljanak Budapest felé. A szovjet átcsoportosítás végleg megpecsételte a felkelés sorsát.
A felkelést mindkét részről atrocitások kísérték, a németek és a kollaboránsok a felkelést támogatók ellen, míg a partizánok a német lakosság ellen követtek el bűncselekményeket. Mintegy 12 000 civil halt meg a felkelés idején, közülük 2400-at a felkelők öltek meg. A harcokban a németek 93 települést teljesen leromboltak, Garamnémetfalva (Nemecká) faluban kb. 900 lakost, Keremcse (Kremnička) faluban kb. 750 főt mészároltak le. Tiso kollaborálásának köszönhetően a németek letettek a felkelés központjaiul szolgáló települések kollektív megbüntetéséről és a fogságba esett felkelő katonák egy részét is hazaküldték.

## Megítélése

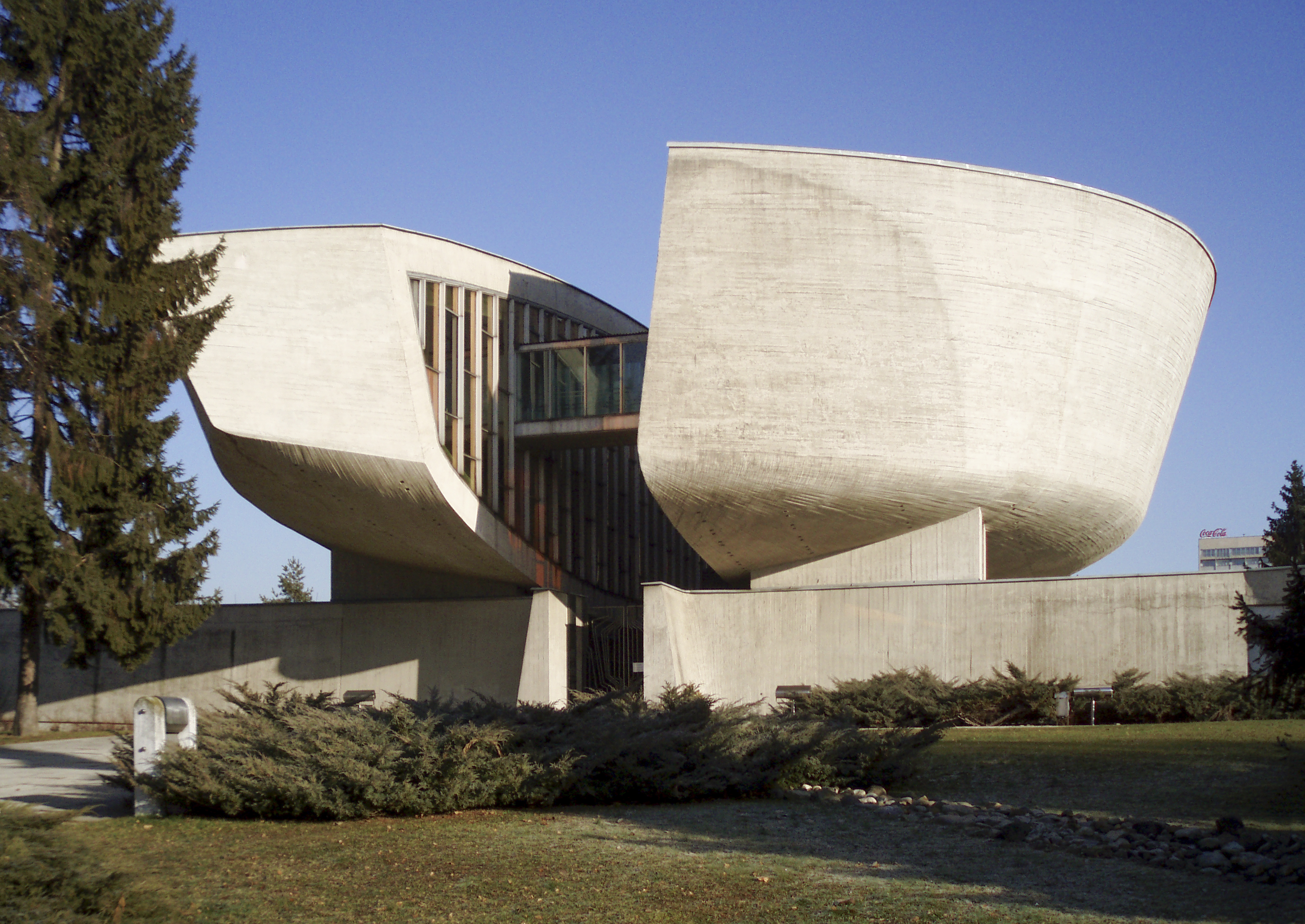
A Szlovák Nemzeti Felkelés Múzeuma Besztercebányán

A kommunizmus időszakában nagy jelentősége volt az eseményeknek, az ország világháborús szerepét ezzel kívánták tisztára mosni, valamint a cseheket is arra kényszerítette, hogy külön népnek ismerjék el a szlovákokat. A felkelést úgy állították be, amelyben a szlovák nép egységesen a felkelők mellé állt. Ezzel szemben állt a csehszlovák kommunista párt, amely a felkelés kommunista jellegét, illetőleg a kommunista partizánok szerepét igyekezett felnagyítani az eseményekben, addig a hadsereg és a polgári ellenállás szerepét bagatellizálták. A kommunista vezetésű Csehszlovákia főleg eme álláspontot osztotta. Az 1993-ban függetlenedett Szlovákiában augusztus 29-e állami ünnep, sok városban utcákat, tereket neveztek el róla.
A Nemzeti Felkelés megítélése mind a mai napig vitatott mind tudományos, mind köznapi szinten. A korábbi frakcionálása a felkelésnek ma már nem helyénvaló, hisz mindenféle osztályú, vallású és korú ember harcolt benne, ugyanúgy nem szlovák nemzetiségűek is. A főbb kérdést továbbra is az jelenti mennyire volt a lakosság körében támogatott a felkelés.
Mindazonáltal a politikai pártok csatározásai a vitában továbbra sem múltak el. A jobboldali nacionalisták, akik szimpatizálnak az akkori független Szlovákiával és eszméivel, hazaárulóknak tartják a felkelés szervezőit, akik a kommunistákkal szövetkezve okoztak szenvedéseket a lakosságnak. A baloldali nacionalisták ellenben az oroszokkal való szláv szövetséget, és a felkelés németellenességét hangsúlyozzák. Mivel az, hogy az események során a szlovákok egymás ellen fordultak, sokak számára kellemetlen, akadnak olyan törekvések is, hogy a gyilkosságokat kizárólag a szovjet partizánokra vagy német SS-re kenjék. Akad egy harmadik felfogás is, mely szükségtelennek ítéli meg a felkelést ilyen formában és időben, hiszen a hadi helyzet miatt a németek kénytelenek lettek volna később maguktól kiüríteni az országot.